# Vrba, Žirovnica
Vrba este o localitate din comuna Žirovnica, Slovenia, cu o populație de 196 de locuitori.